# Неброфон
Неброфон је у грчкој митологији био Јасонов син.

## Етимологија
Његово име значи „смрт јарета“.

## Митологија
О Неброфону је писао Аполодор као о сину Јасона и Хипсипиле. Био је Еунејев брат близанац. Неки аутори су га називали Дејфилом или Тоантом Млађим.

## Друге личности
Хигин и Овидије у „Метаморфозама“ су навели Неброфона као једног од Актеонових паса.